# Martu (divinità)

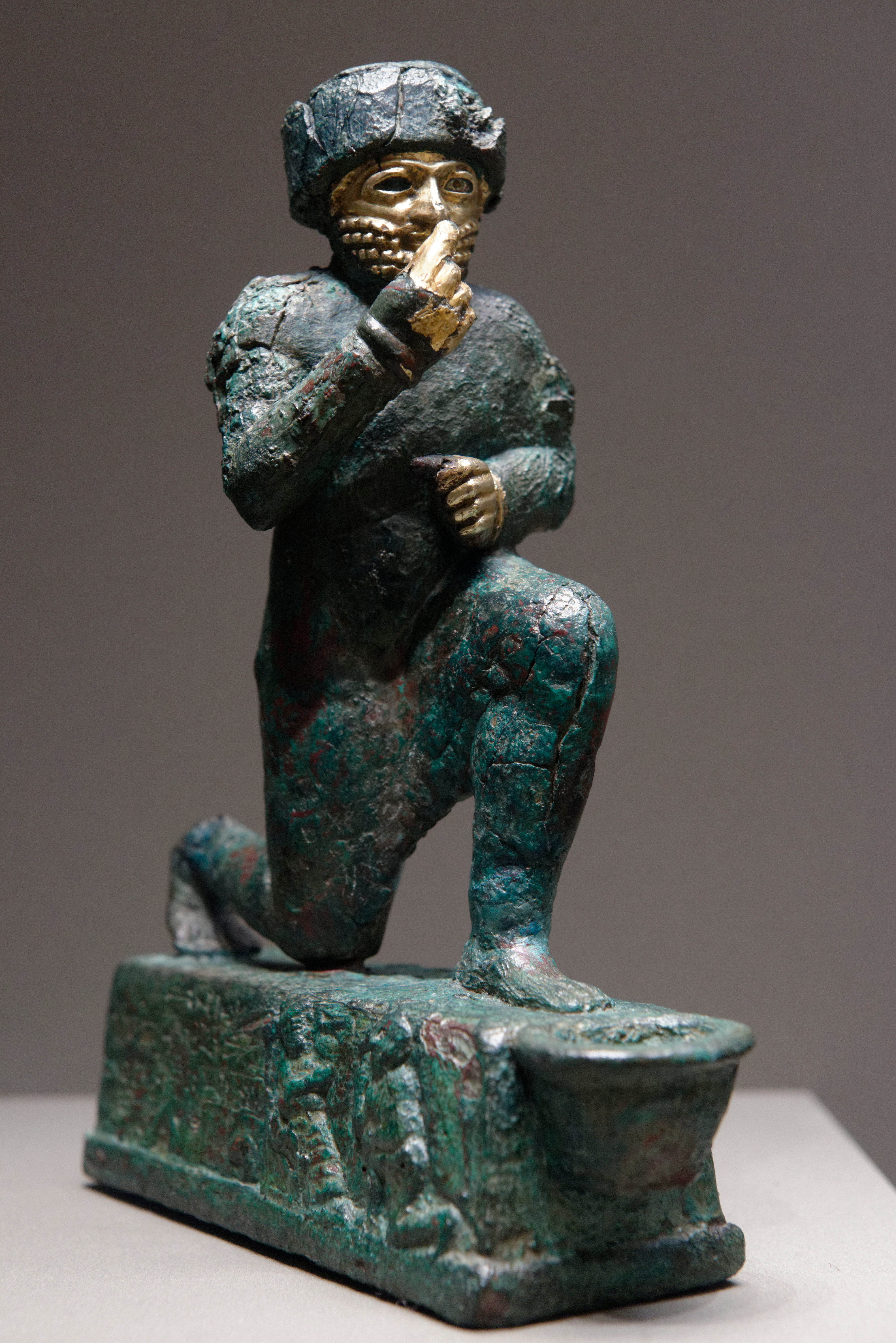
Statuetta di uomo inginocchiato, detta l'«adorante di Larsa». Dedicata da un abitante di Larsa al dio Amurru per la vita di Hammurabi. Bronzo e oro, inizi del II millennio a.C.

Amurru o Martu sono le denominazioni in lingua accadica e sumerica della divinità principale della popolazione nomade occidentale degli Amorrei, che si trovano spesso all'interno di nomi di persona composti con tale teoforo. Come nome completo di divinità si trova Ilu Amurru (in sumero: 𒀭𒈥𒌅, DMAR.TU).
Questa divinità viene talora descritta come un "pastore", figlio del dio del cielo Anu. In qualche occasione viene chiamato bêlu šadī o bêl šadê, "Signore del monte"; dúr-hur-sag-gá sikil-a-ke, "Colui che abita la montagna pura"; e kur-za-gan ti-[la], "Colui che abita la montagna risplendente". Nelle iscrizioni di Zinčirli in Cappadocia, viene chiamato ì-li a-bi-a, "Il dio di mio padre".
Su queste basi, L. R. Bailey (1968) e Jean Ouelette (1969) hanno avanzato l'ipotesi che questo Bêl Šadê sia la stessa divinità ricordata nella Bibbia come ’Ēl Šaddāi, che è il nome del Dio di Abramo, Isacco e Giacobbe nella "Fonte sacerdotale" del testo biblico, secondo l'ipotesi documentale. È possibile che Šaddāi significhi "Quello dei monti" o addirittura "Il dio munito di mammelle" dal momento che un'arcaica iconografia di Yahweh a Kuntilet Arjud lo ritrae con caratteristiche ermafrodite (provvisto sia di mammelle che di genitali maschili). In alternativa, Bêl Šadê potrebbe essere stato il dio della fecondità "Baal", che sarebbe stato adottato dai Cananei, tradizionalmente ostili al dio degli Ebrei Yahweh, come è risaputo per via della lotta che il profeta Elia condusse contro di loro. 
Come paredra di Amurru compare qualche volta la dea Ašratum, che nella tradizione semitica e ittita è la paredra del dio Ēl, il che fa effettivamente pensare che Amurru potesse essere una trasformazione di tale divinità. Se Amurru coincideva con Ēl, ciò spiegherebbe perché sono pochi i nomi amorrei composti col nome Amurru, mentre molto numerosi sono quelli composti con Il, vale a dire Ēl.
Amurru ha anche caratteristiche di divinità delle tempeste. Come Adad, anch'egli reca l'epiteto ramān "Tonante", ed è perfino chiamato bāriqu "Colui che scaglia saette" e Adad ša a-bu-be "Adad del diluvio". Ciononostante, la sua iconografia è distinta da quella di Adad, e in qualche caso egli è raffigurato insieme a Adad con un bastone di comando o da lancio, mentre Adad è munito delle consuete saette.
Un'altra tradizione riguardo alla consorte (o una delle consorti) di Amurru le dà l'appellativo di Belit-Seri, "Signora del Deserto".
Una terza tradizione, tramandata da un bel poemetto sumerico in stile pastorale, riferisce come il dio Martu abbia finito per sposare Adg̃ar-kidug la figlia del dio Numushda della città di Inab. Esso contiene un divertente discorso che esprime il disgusto da parte dei Sumeri, cittadini, per la vita rozza e nomade di Amurru, discorso che Adg̃ar-kidug ignora, limitandosi a rispondere: "Io sposerò Martu!".
La divinità di Amurru era identificata con la costellazione di Perseo.